# El Rostro
El Rostro es una playa situada en el municipio de Marina de Cudeyo, en Cantabria (España). Es la playa de Pedreña y suele estar frecuentada por mariscadores cuando hay marea baja.